# Мертендорф (Тюрингія)
Мертендорф (нім. Mertendorf) — громада в Німеччині, розташована в землі Тюрингія. Входить до складу району Заале-Гольцланд. Складова частина об'єднання громад Айзенберг.
Площа — 3,78 км2. Населення становить 140 ос. (станом на 31 грудня 2021).

## Галерея

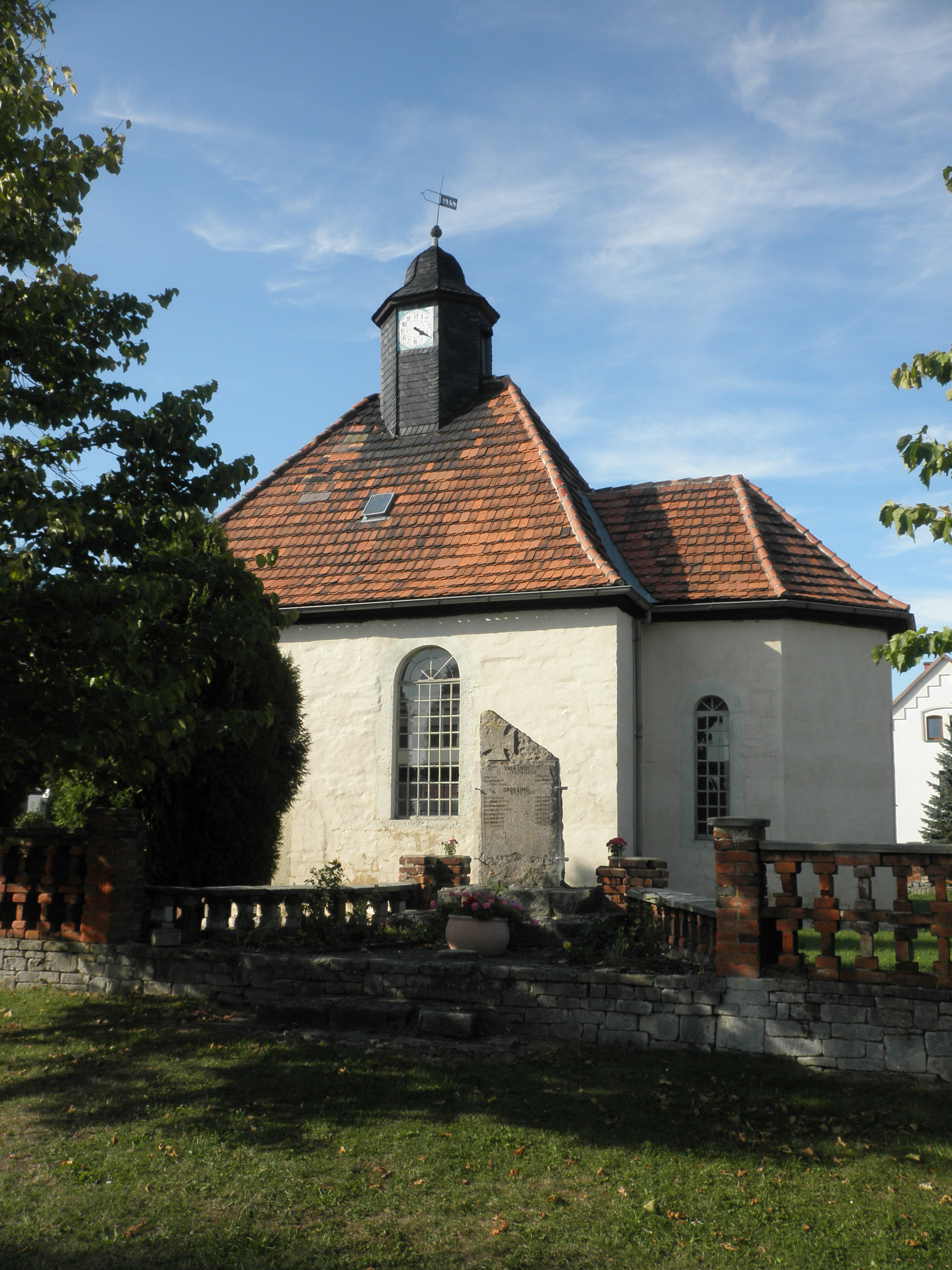